# Garden of Eden (canção de Lady Gaga)
"Garden of Eden" é uma canção da cantora e compositora norte-americana Lady Gaga. Foi lançada em 7 de março de 2025 pela Interscope Records, como a terceira faixa do álbum de estúdio de Gaga, Mayhem (2025).

## Lançamento e promoção
Após o anúncio de seu álbum de estúdio Mayhem, Gaga revelou o título da canção como parte da tracklist em 18 de fevereiro de 2025. Trechos da letra da música circularam um dia antes em seu site oficial em uma série de teasers enigmáticos. Em 5 de março, ela apresentou uma prévia da música em um comercial da ESPN que apresenta a canção em meio a clipes e montagens de corridas da Fórmula 1.

## Composição
"Garden of Eden" é uma faixa de eletro, synth-pop, e dance-pop coproduzida pelo DJ francês Gesaffelstein que combina influências de seus trabalhos anteriores, incluindo The Fame (2008),
Born This Way (2011) e Artpop (2013). Uma música de clube "eclética", vê a cantora incorporando ideias de sua "carreira expansiva" ao mergulhar no pop dos anos 2000 com um convite para segui-la.

## Recepção da crítica
Ao ser lançada, "Garden of Eden" recebeu críticas positivas, sendo considerada destaque por muitos. Em um ranking das músicas do álbum para a Billboard, Stephen Daw colocou a canção em segundo lugar, chamando-a de uma "joia pop nota A+" e um conglomerado de "todos os sons que ajudaram a fazer de Gaga o ícone que ela é". Alexis Petridis, do The Guardian, viu a faixa como um exemplo de "um romance passageiro na pista de dança como bálsamo para a alma". O editor da Vogue, Christian Allaire, considerou a canção como um dos dois "pop bangers sexy do álbum certos para tocar em todos os clubes gays". Em uma crítica para a Pitchfork, Walden Green elogiou a faixa onde "Gaga evoca MDMA, saltos de nove polegadas e um pouco de blasfêmia à moda antiga, imaginando o local do pecado original como uma rave em armazém com Deus na cabine do DJ". A Vulture chamou a música de "hedonismo musical puro", destacando "os sintetizadores entrecortados, guitarras com alteração de tom e o coro em chamada e resposta — 'So hit the lights / Come on and hit me, come on!''" como exemplos de como a faixa "exagera na medida certa" com sua atenção aos detalhes.
Alexa Camp, da Slant Magazine, considerou a faixa "uma tentativa de reviver a personagem festeira bagunceira" herdada de The Fame, com o "descaramento de alguém com metade da sua idade". Steven J. Horowitz, da Variety, chegou a dizer que a música era "tão alinhada com esse estilo" que poderia facilmente ter aparecido em The Fame ou em The Fame Monster (2009).

## Desempenho comercial
"Garden of Eden" estreou na posição 31 da Billboard Global 200. Nos Estados Unidos, alcançou a posição 52 na Billboard Hot 100 e o terceiro lugar na Hot Dance/Pop Songs. A canção também entrou nas paradas de mais de 25 países, incluindo a 4.ª posição na Nova Zelândia, 11.ª no Japão, 23.ª no Reino Unido, 31.ª na Irlanda e 43.ª no Canadá.

## Apresentações ao vivo
A primeira apresentação ao vivo de "Garden of Eden" foi durante o show principal de Gaga no Coachella 2025, no qual todo o palco ficou verde e Gaga tocou guitarra durante a canção. A NME observou que a faixa recebeu uma "releitura operática".

## Desempenho comercial
| Paradas (2025)                            | Melhor Posição |
| ----------------------------------------- | -------------- |
| Australia (ARIA)                          | 77             |
| Brasil (Billboard Brasil Hot 100)         | 47             |
| Canadá (Canadian Hot 100)                 | 43             |
| Croatia International Airplay (Top lista) | 68             |
| República Checa (Singles Digitál Top 100) | 77             |
| Finlândia (Suomen virallinen lista)       | 36             |
| France (SNEP)                             | 82             |
| Alemanha (Offizielle Deutsche Charts)     | 92             |
| Mundo (Billboard Global 200)              | 31             |
| Greece International (IFPI)               | 17             |
| Irlanda (IRMA)                            | 31             |
| Italy (FIMI)                              | 97             |
| Japan Hot Overseas (Billboard Japan)      | 11             |
| Latvia Airplay (LaIPA)                    | 11             |
| Lebanon English Airplay (Lebanese Top 20) | 14             |
| Lithuania (AGATA)                         | 60             |
| Lithuania Airplay (TopHit)                | 43             |
| Países Baixos (Single Top 100)            | 75             |
| New Zealand Hot Singles (RMNZ)            | 4              |
| Poland (Polish Streaming Top 100)         | 51             |
| Portugal (AFP)                            | 51             |
| Eslováquia (Singles Digitál Top 100)      | 65             |
| South Korea Download (Circle)             | 179            |
| Spain (PROMUSICAE)                        | 84             |
| Sweden (Sverigetopplistan)                | 92             |
| Suíça (Schweizer Hitparade)               | 43             |
| Reino Unido (UK Singles Chart)            | 23             |
| Estados Unidos (Billboard Hot 100)        | 52             |

| Paradas (2025)             | Melhor Posição |
| -------------------------- | -------------- |
| Lithuania Airplay (TopHit) | 82             |